# Süddeutsche Handballmeisterschaft 1968
Die Süddeutsche Handballmeisterschaft 1968 war die neunzehnte vom (SHV) Süddeutschen Handballverband ausgerichtete Endrunde um die Süddeutsche Meisterschaft im Hallenhandball der Männer. Sie wurde vom 10. Februar bis 2. März 1968 in Esslingen, Nürnberg und Bruchsal ausgespielt. Für die Entscheidungsspiele um den Aufstieg in die Handball-Bundesliga 1968/69 musste der Südmeister gegen den Berlinmeister antreten.

## Turnierverlauf

Landkarte Regionalverbände
Die beiden linken blauen Felder umfassten zu der Zeit den Bereich des Süddeutschen Handballverbandes SHV

Meister wurde der TS Esslingen 1890, der sich in den entscheidenden Aufstiegsspielen
 gegen den Berlinmeister Charlottenburger HC durchsetzen konnte und damit
 den Aufstieg in die Handball-Bundesliga 1968/69 sicherstellte. 

### Modus
Teilnahmeberechtigt waren jeweils die Meister der Endrunde Baden, Verbandsliga Südbaden,
 Verbandsliga Württemberg und der Bayernliga. Es wurde eine Endrunde gespielt, jeder gegen
 jeden. Der Meister war für die Aufstiegsspiele zur Handball-Bundesliga qualifiziert.

### Endrundenteilnehmer
- TS Esslingen 1890
- TSV Zirndorf (BY)
- TuS Schutterwald
- TSG Ketsch

* Süddeutscher Meister fett gedruckt 

## Frauen
Süddeutsche Meisterschaft
- 1. 1. FC Nürnberg